# واشنطن إل. كابس
واشنطن إل. كابس (بالإنجليزية: Washington L. Capps)‏ هو ضابط أمريكي، ولد في 31 يناير 1864 في بورتسموث في الولايات المتحدة، وتوفي في 31 مايو 1935 في واشنطن العاصمة في الولايات المتحدة.